# Marco Antonio Platoni (senador)

Marco Antonio Platoni
Perteneció a la aristocracia del  Ducado de Milán de la Casa de Austria, en tiempos de la Italia española. Fue Senador del Rey Felipe IV de España.
Ocupó diversos cargos de la Cancillería Secreta:  Canciller coadjunto en el año 1613, Canciller en el año 1615, Secretario del Consejo secreto en 1618, Archivero de Estado en 1619.

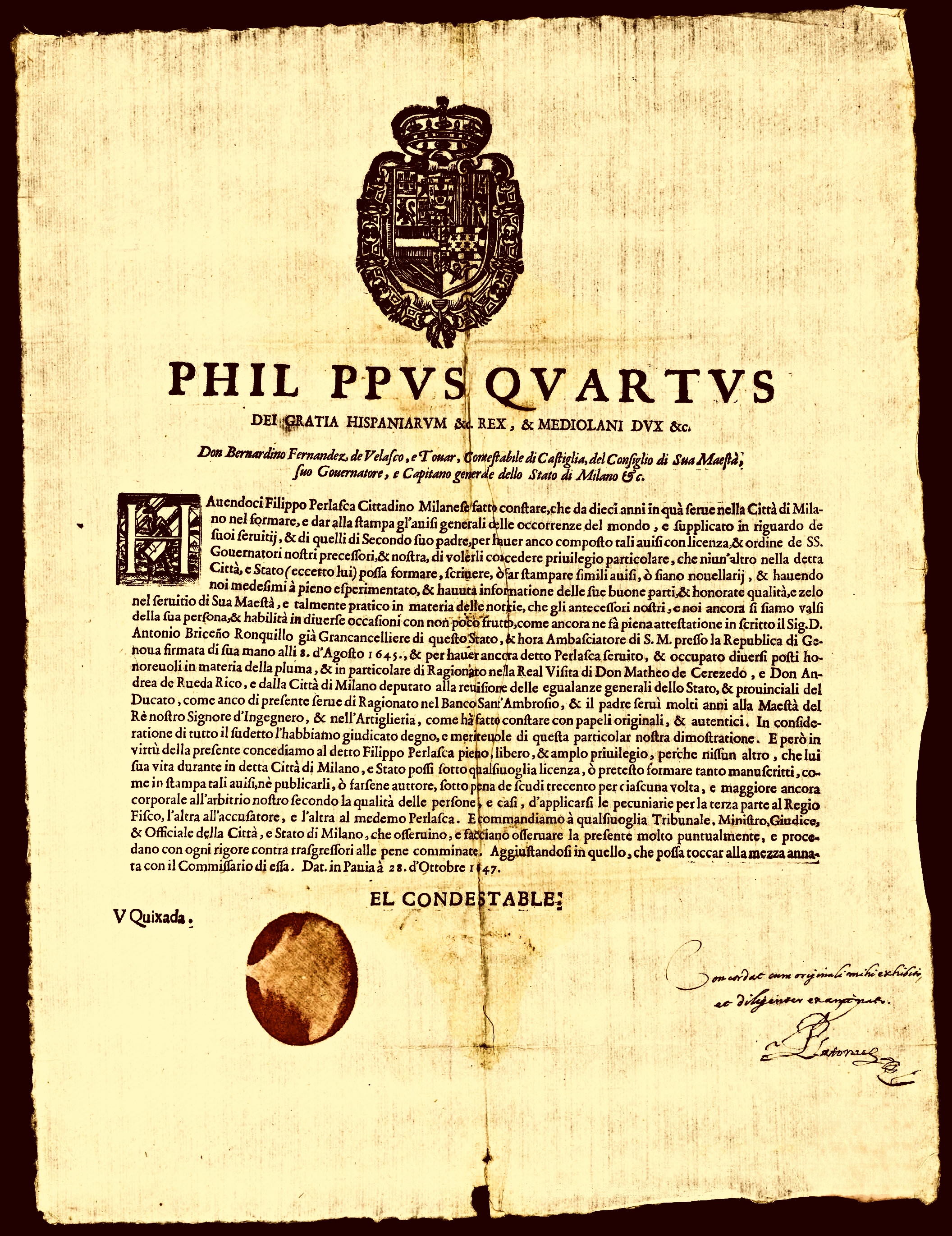
Firmado el año 1647 de puño y letra por Marco Antonio Platoni: en latín "Concordat cum originali mihi exhibit et diligenter examitus" Platonus

Antes de ser Senador, en el año 1620 Marco Antonio Platoni fue Secretario Ducal Regio con innumerables funciones diplomáticas y políticas.
En  el año 1644  después de la muerte de la esposa del Rey,  Isabel de Borbón (1602-1644),  Marco Antonio precedía la organización ceremonial para la procesión, velatorio y despedida en la que participaba la nobleza. Los inasistentes a los funerales eran multados con 500 escudos. El Senador Platoni coordinó las exequias cuando existía mucha presión de los embajadores sobre todo de Cremona por ocupar las primeras filas frente al catafalco de la Reina cuando era muy importante estar cerca del altar, lugar que era ocupado por los ilustres, nobles y aristócratas.
Platoni también mantuvo la facultad para dirimir asuntos de propiedades e inclusive otorgar títulos feudales en nombre del Monarca.
Marco Antonio Platoni muere en el año 1652.